# 程潔明
程潔明（英語：Fiona Ching Kit Ming，1989年3月7日—），香港新聞工作者。

## 簡歷
程潔明曾就讀協恩中學，其後於香港樹仁大學修讀新聞與傳播學系，在學期間曾擔任商業電台「馬路的事報道員」。
程潔明於2011年6月至8月到NOW新聞台擔任實習記者，完成實習工作後獲邀接受新聞主播訓練，於同年11月27日首次以主播身份出鏡，其後一直以兼職身份擔任主播工作直至完成樹仁大學課程。程潔明其後留任為全職主播，除了於NOW新聞台報導新聞，亦負責NOW財經台港交所直撃環節，擔任駐港交所記者，而最近主要負責NOW財經台的股市脈搏環節。
程潔明其後轉職香港電台，擔任香港電台第一台節目精靈一點（逢星期一至五1-3pm）主持。2017年9月24日起，加入主持香港電台第一台節目管理新思維（逢星期日2-4pm）。
2022年3月15日誕下女兒。

## 演出廣播劇作品
※粗體表示者為作品中的主角或要角
| 年度 | 作品名稱                        | 播演角色 | 備註       |
| ---- | ------------------------------- | -------- | ---------- |
| 2024 | 天若無情 （页面存档备份，存于） | 賈賀     | 梁望峰小說 |